# 10529 Giessenburg
10529 Giessenburg eller 1990 WQ4 är en asteroid i huvudbältet som upptäcktes den 16 november 1990 av den belgiske astronomen Eric W. Elst vid La Silla-observatoriet. Den är uppkallad efter den nederländske författaren Rudolf Charles d'Ablaing van Giessenburg.
Asteroiden har en diameter på ungefär 4 kilometer.